# 秘密戦隊ゴレンジャー MUSIC COLLECTION
『秘密戦隊ゴレンジャー MUSIC COLLECTION』（ひみつせんたいゴレンジャー ミュージックコレクション）は、1996年4月20日に日本コロムビアから発売された『秘密戦隊ゴレンジャー』のアルバムCD。

## 概要
テレビOPの「進め!ゴレンジャー」は、TVサイズが二種類存在するが、トラック1は効果音（爆発音やバイク音）の入ったTVそのままの音源である点がトラック15と異なる。音楽は、渡辺宙明が担当している。
第43話から毎回のように使われていた「バリドリーンの歌」「ゴレンジャーがやってくる」のインストゥルメンタル版は、本盤の制作当時は音源が発見されなかったため未収録。その他、CD1枚には収録しきれない数の楽曲が作られていたため、多くの未収録曲がある。その後、選曲の村田好次が独自にコピーテープを保存していたことが判明したことで全曲の音源の現存が確認され、2016年発売の2枚組アルバム『秘密戦隊ゴレンジャー オリジナル・サウンドトラック』にて完全収録が実現した。

## 収録曲リスト
1. 進め!ゴレンジャー（T.V.SIZE VERSION S.E. MIX） [1:23]
2. 黒十字軍の侵攻（M-34サブタイトル、M-27C、M-6T2） [2:20]
3. 秘密戦隊結成（M-4、M-1） [2:36]
4. チェイス!ゴレンジャーマシン（M-3、M-7） [2:45]
5. スナックゴン（M-16、M-33） [3:51]
6. 国際秘密防衛機構イーグル（M-27、M-8T2、M-26、M-9） [4:56]
7. 猛進撃!黒十字軍（M-5T2、M-19T2、M-23T2、M-34アイキャッチT2） [3:04]
8. バリブルーン出動（M-2） [0:52]
9. 飛べ!バリブルーン（INSTRUMENTAL VERSION） [2:55]
10. 五色の影法師（M-25、M-30） [2:10]
11. ゾルダー襲来（M-20、M-22） [1:58]
12. 進め!ゴレンジャー（INSTRUMENTAL VERSION） [3:26]
13. 真赤な大勝利（IIM-10、IIM-10の2） [1:33]
14. 秘密戦隊ゴレンジャー（T.V.SIZE VERSION） [0:53]
15. 進め!ゴレンジャー（T.V.SIZE VERSION） [1:12]
16. 大将軍着任（IIM-11、M-31T2、IIM-2の3） [2:13]
17. 新たなる翼、バリドリーン（IIIM-7、IIM-3、IIM-4の2、IIIM-8の2） [3:47]
18. ゴー!戦闘開始（IIM-5、IIM-2の2、IIM-7） [2:55]
19. 世界を守れ!ゴレンジャー!!（IIIM-1の3、IIIM-2の1、IIIM-1の2） [3:36]
20. 黒十字忍団の暗躍（IIIM-11、IIIM-10、IIIM-15、IIIM-9） [3:11]
21. 激突!仮面怪人VSゴレンジャー（IIIM-3、IIIM-4、IIIM-6） [3:13]
22. 黒十字城浮上（IIIM-12、IIIM-21、IIM-8の2、M-29、IIM-9） [4:20]
23. 特攻大作戦（IIM-1、IIIM-5、IIM-6） [3:09]
24. 黒十字総統の秘密（IIIM-13、IIIM-16、IIIM-17、IIIM-14） [3:32]
25. 五人揃って、ゴレンジャー（「キカイダー01」M-12） [0:44]
26. 秘密戦隊ゴレンジャー（INSTRUMENTAL VERSION） [3:00]
27. 永久に輝け五ツ星（IIIM-23、M-13） [3:36]
28. 見よ!!ゴレンジャー（T.V.SIZE VERSION） [0:52]

## 備考
| トラック | タイトル                                        | アーティスト                                 | 作詞         | 作曲・編曲 |
| -------- | ----------------------------------------------- | -------------------------------------------- | ------------ | ---------- |
| 1        | 進め!ゴレンジャー （T.V.SIZE VERSION S.E. MIX） | ささきいさお 堀江美都子 コロムビアゆりかご会 | 石ノ森章太郎 | 渡辺宙明   |
| 15       | 進め!ゴレンジャー （T.V.SIZE VERSION）          | ささきいさお 堀江美都子 コロムビアゆりかご会 | 石ノ森章太郎 | 渡辺宙明   |
| 14       | 秘密戦隊ゴレンジャー （T.V.SIZE VERSION）       | ささきいさお こおろぎ'73                     | 八手三郎     | 渡辺宙明   |
| 28       | 見よ!!ゴレンジャー （T.V.SIZE VERSION）         | ささきいさお こおろぎ'73 ウィルビーズ        | 石ノ森章太郎 | 渡辺宙明   |